# Joseph Cuschieri

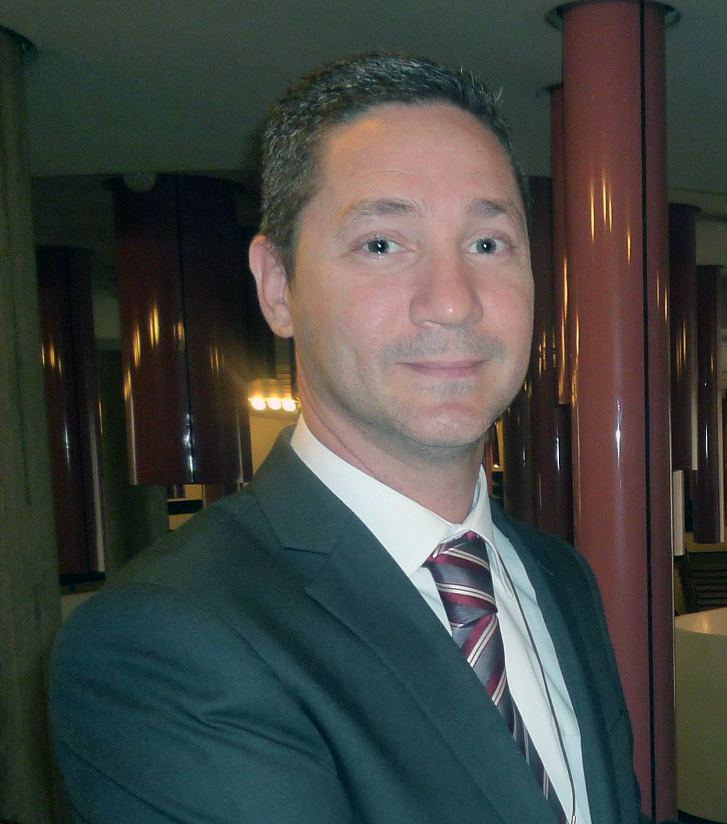
Joseph Cuschieri (2012)

Joseph Cuschieri (* 20. Februar 1968 in Attard) ist ein maltesischer Politiker Partit Laburista.
Cuschieri gehörte von 1998 bis 2008 dem maltesischen Repräsentantenhaus an. Am 1. Dezember 2011 rückte der Sozialdemokrat ins Europäische Parlament nach. Grund für den nachträglichen Einzug ist die Erweiterung des Parlaments, durch die Malta einen Sitz hinzu gewann.
Im EU-Parlament ist Cuschieri Mitglied im Ausschuss für Verkehr und Fremdenverkehr sowie in der Delegation für die Beziehungen zur Arabischen Halbinsel. Als Stellvertreter ist Cuschieri im Ausschuss für regionale Entwicklung und in der Delegation für die Beziehungen zu Südafrika.